# Câmpia Română

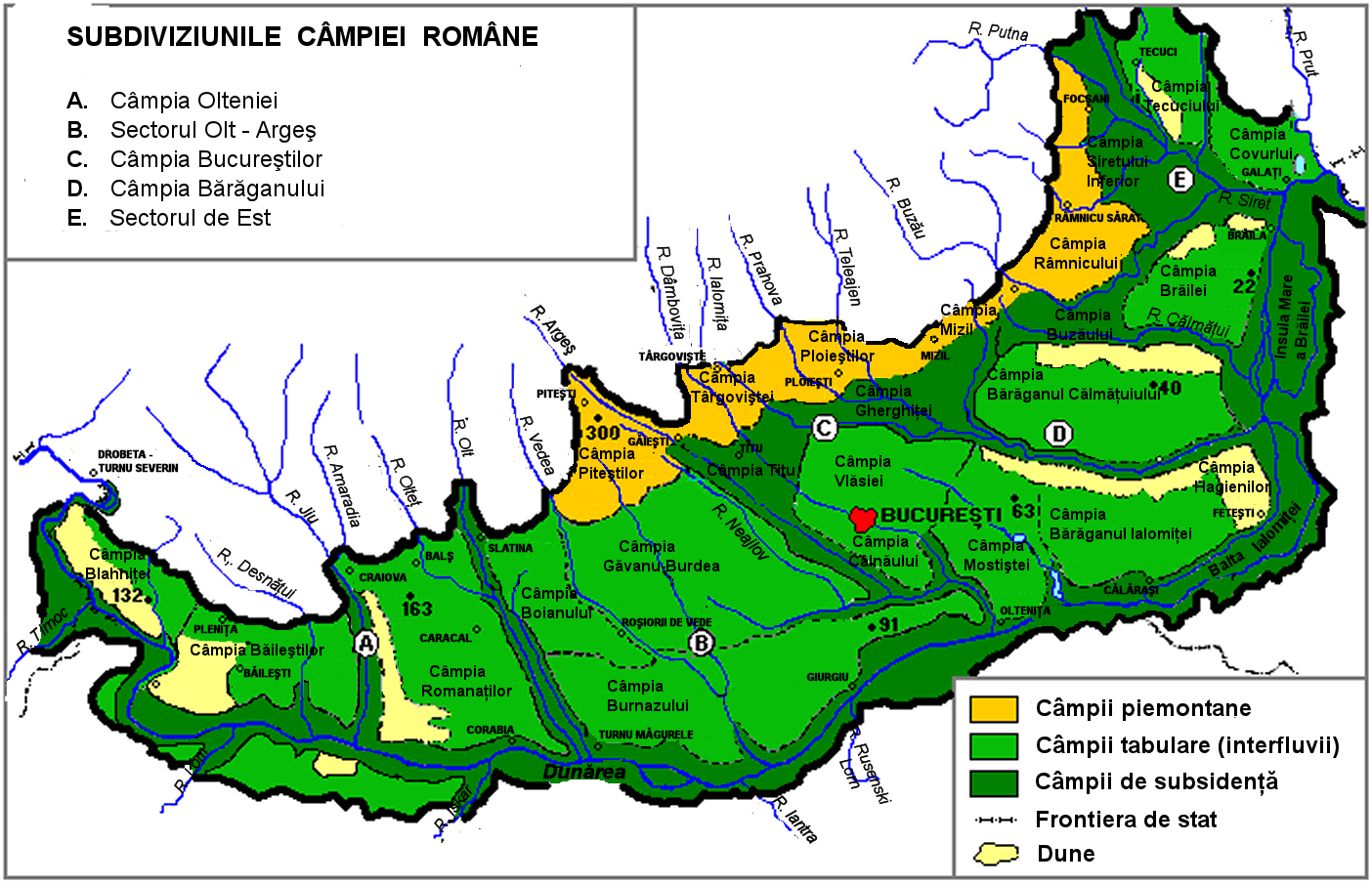
Câmpia Română și subdiviziunile sale

Câmpia Română este o câmpie din sud-estul Europei, pe cursul inferior al Dunării, cea mai mare parte a sa (circa 80%) situându-se pe teritoriul României. Câmpia Română ocupă o bună parte din jumătatea sudică și sud-estică a țării, fiind cea mai întinsă unitate de relief a României. Denumirea câmpiei provine de la fostul principat Țara Românească, iar străinii o numesc „Câmpia Valahă” (după Valahia).
Câmpia are extensii în Serbia și Bulgaria, unde este numită Câmpia Dunării. În România, ea se întinde, integral sau parțial, pe teritoriul județelor Argeș, Brăila, Buzău, Călărași, Dâmbovița, Dolj, Galați, Giurgiu, Ialomița, Ilfov, Mehedinți, Olt, Prahova, Teleorman și Vrancea.

## Limite, geneză
| “ | Câmpia Română are o evoluție legată de Dunăre, care o limitează în vest, sud și est. Limitorii nordici sunt: Piemontul Getic, Subcarpații Curburii și Podișul Moldovei. Câmpia Română s-a format la sfârșitul neozoicului – cuaternar, prin sedimentarea intensă a Mării Sarmatice și retragerea acesteia treptat dinspre nord spre sud și dinspre vest spre est. Acest lucru este dovedit de înclinare și aspectul scurgerii râurilor ce o traversează. | ” |

## Relief[4]

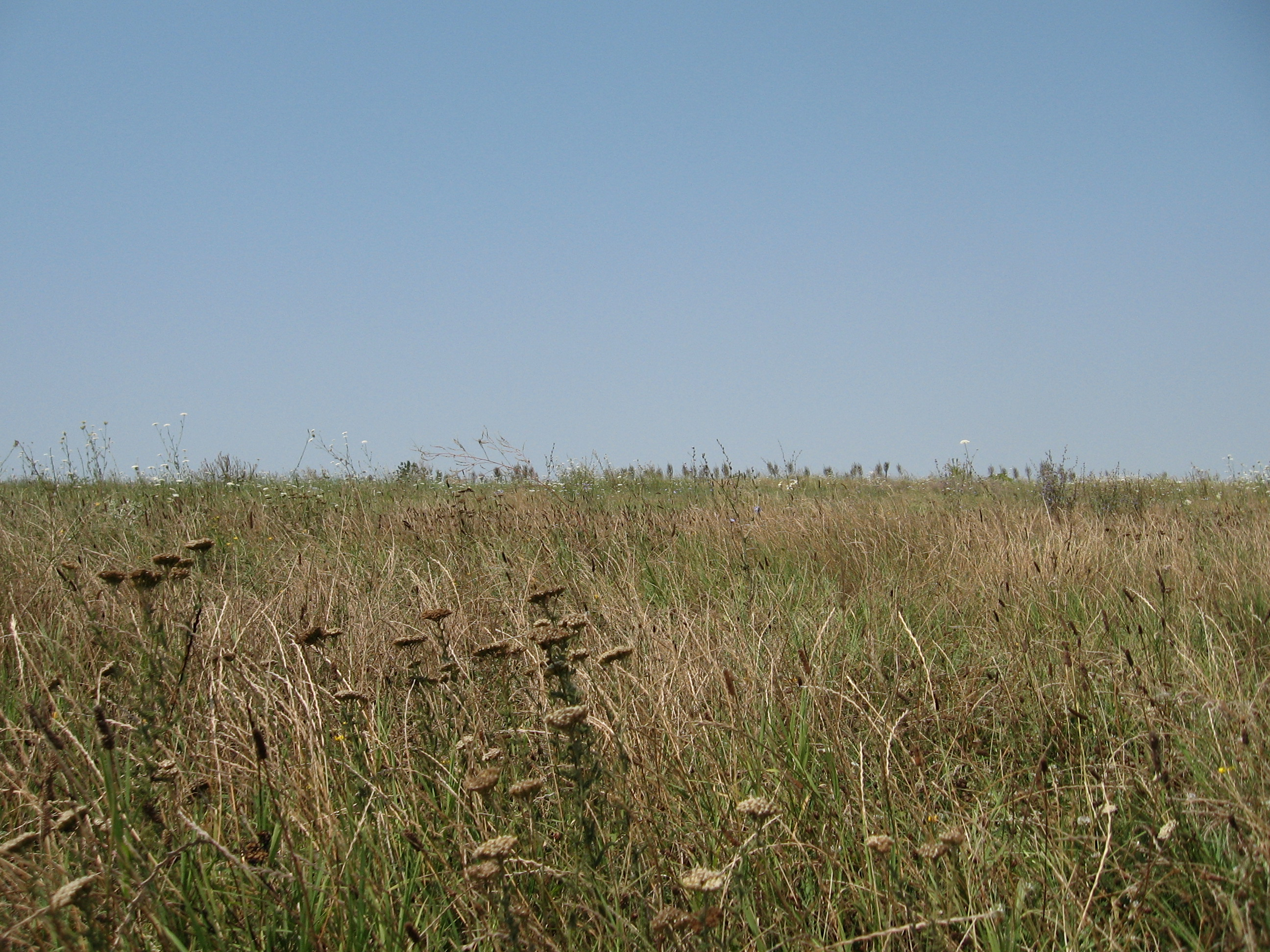
Vegetație de stepă din Câmpia Burnazului

Este mărginită la sud și est de Dunăre, iar la nord de Podișul Getic, Subcarpații și Podișul Moldovei. Între aceste limite, Câmpia Română apare ca o depresiune — în sens geologic — puternic sedimentată.  
Partea cea mai joasă (10-20 m altitudine) se află pe lunca Siretului Inferior, unde, pe un teritoriu de lentă scufundare, s-a format o mare zonă de confluențe, spre care se recurbează râurile în forma unui evantai. Altitudinea maximă a Câmpiei Române este de 300 m, la Pitești. 
Relieful Câmpiei Române se caracterizează prin văi largi și interfluvii netede, numite popular câmpuri, cu mici depresiuni formate prin tasare și sufoziune (crovuri).
Prezența nisipurilor determină apariția unui relief de dune, ca în sudul Olteniei, în estul Câmpiei Române (de-a lungul Ialomiței, Călmățuiului) și Câmpia Tecuciului (la Hanu Conachi).

## Subdiviziuni
În sectorul românesc, această câmpie este subdivizată în 6 sectoare, cărora li se adaugă Lunca Dunării. Fiecare sector este la rândul său alcătuit din mai multe „câmpuri” sau „câmpii”.

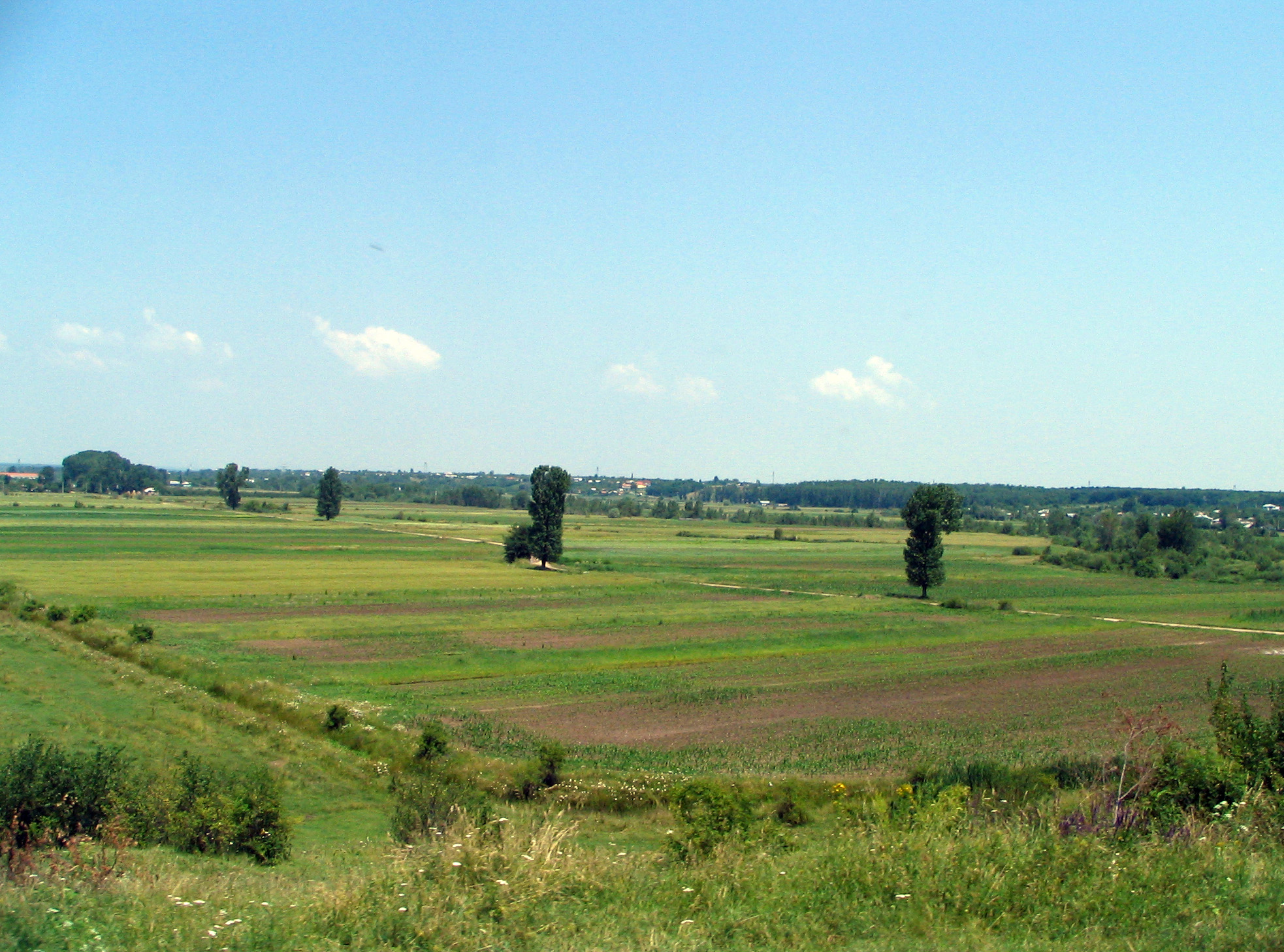
Imagine din Costești, Câmpia Piteștiului

- A. Câmpia Olteniei (denumită după provincia istorică Oltenia în sudul căreia se află) este alcătuită din următoarele câmpii:
  - Câmpia Blahniței
  - Câmpia Băileștilor
  - Câmpia Romanaților
- B. Sectorul Olt-Argeș, delimitat de râul Olt în vest și de Argeș în est, cuprinde:
  - Câmpia Piteștilor
  - Câmpia Boianului
  - Câmpia Găvanu Burdea
  - Câmpia Burnazului
- C. Câmpia Bucureștilor
  - Câmpia Târgoviștei
  - Câmpia Ploieștilor
  - Câmpia Mizil
  - Câmpia Titu
  - Câmpia Gherghiței
  - Câmpia Vlăsiei
  - Câmpia Câlnăului
- D. Câmpia Bărăganului (amplasată la sud de râul Călmățui)
  - Bărăganul Călmățuiului
  - Bărăganul Ialomiței
  - Câmpia Mostiștei
  - Câmpia Hagienilor
- E. Sectorul de Est (amplasat la nord de râul Călmățui)
  - Câmpia Râmnicului
  - Câmpia Buzăului
  - Câmpia Brăilei
  - Câmpia Siretului Inferior
  - Câmpia Tecuciului
  - Câmpia Covurlui
- Lunca Dunării
  - Lunca propriu-zisă
  - Insulele mlăștinoase:
    - Insula Mare a Brăilei sau Balta Brăilei
    - Balta Ialomiței

## Geologie
Din punct de vedere tectonic, Câmpia Română face parte din Platforma Moesică. Soclul platformei este de origine hercinică, iar sedimentele superioare sunt de origine carpatică. Sedimentele datează din mezozoic și din pleistocen. În lunci, acestea sunt foarte recente, datând din holocen. Stratele  din jurasic și cretacic conțin zăcăminte de petrol. Cuvertura de loess acoperă îndeosebi câmpiile tabulare, ajungând pe alocuri să aibă o grosime de 40 m. Pe alocuri întâlnim dune de nisip.

## Soluri

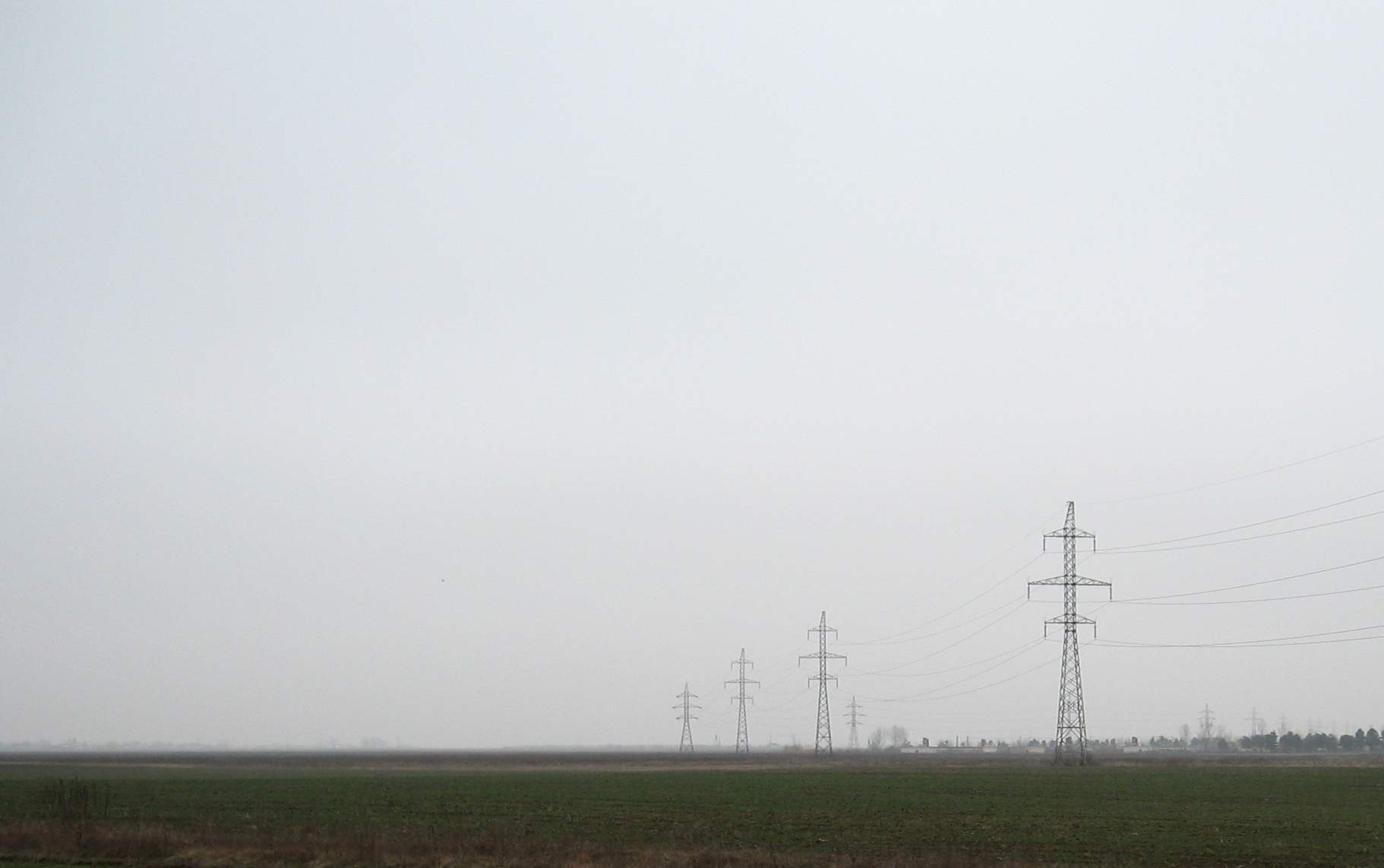
Terenuri cultivate în Câmpia Titu

Predomină soluri negre și cu un conținut bogat de humus. De-a lungul râurilor solurile sunt de luncă.

### Alcătuire litologică
Câmpia Română a fost formată prin depunerea sedimentelor în mediul acvatic. În consecință, se întâlnește în mare parte loess.

## Climă
Clima este temperat-continentală. În vest se resimt influențe mediteraneene, în timp ce în est amprenta continentală este mai accentuată. Îndeosebi estul este caracterizat de veri fierbinți și ierni geroase. Crivățul bate dinspre nord-est, cu viteze ce depășesc uneori 30-35 m/s; iarna aduce frig si adesea viscole, vara sufla fierbinte si aduce seceta. Băltărețul e un vînt de primavară, umed si cald, care bate dinspre bălțile Dunării, de unde și numele.
Temperatura medie multianuală este de 8-11ºC, media lunii aprilie este de 18-23ºC, a lunii ianuarie variază între -3 — -5ºC în est și -1 — -3ºC în vest. Valoarea medie multianuală a precipitațiilor este de sub 500 mm în est și de 500-700 mm în vest.